# Українське (Жмеринський район)
Украї́нське (колишня назва — Романки) — село в Україні, у Копайгородській селищній громаді Жмеринського району Вінницької області.

## Історія
У селі виявлено поселення трипільської культури. Пам'ятка розташована поблизу села..
Під час другого голодомору у 1932–1933 роках, проведеного радянською владою, загинуло 67 осіб.
12 червня 2020 року, відповідно до Розпорядження Кабінету Міністрів України № 707-р «Про визначення адміністративних центрів та затвердження територій територіальних громад Вінницької області», увійшло до складу Копайгородської селищної громади.

19 липня 2020 року, в результаті адміністративно-територіальної реформи та ліквідації Барського району, село увійшло до складу Жмеринського району.

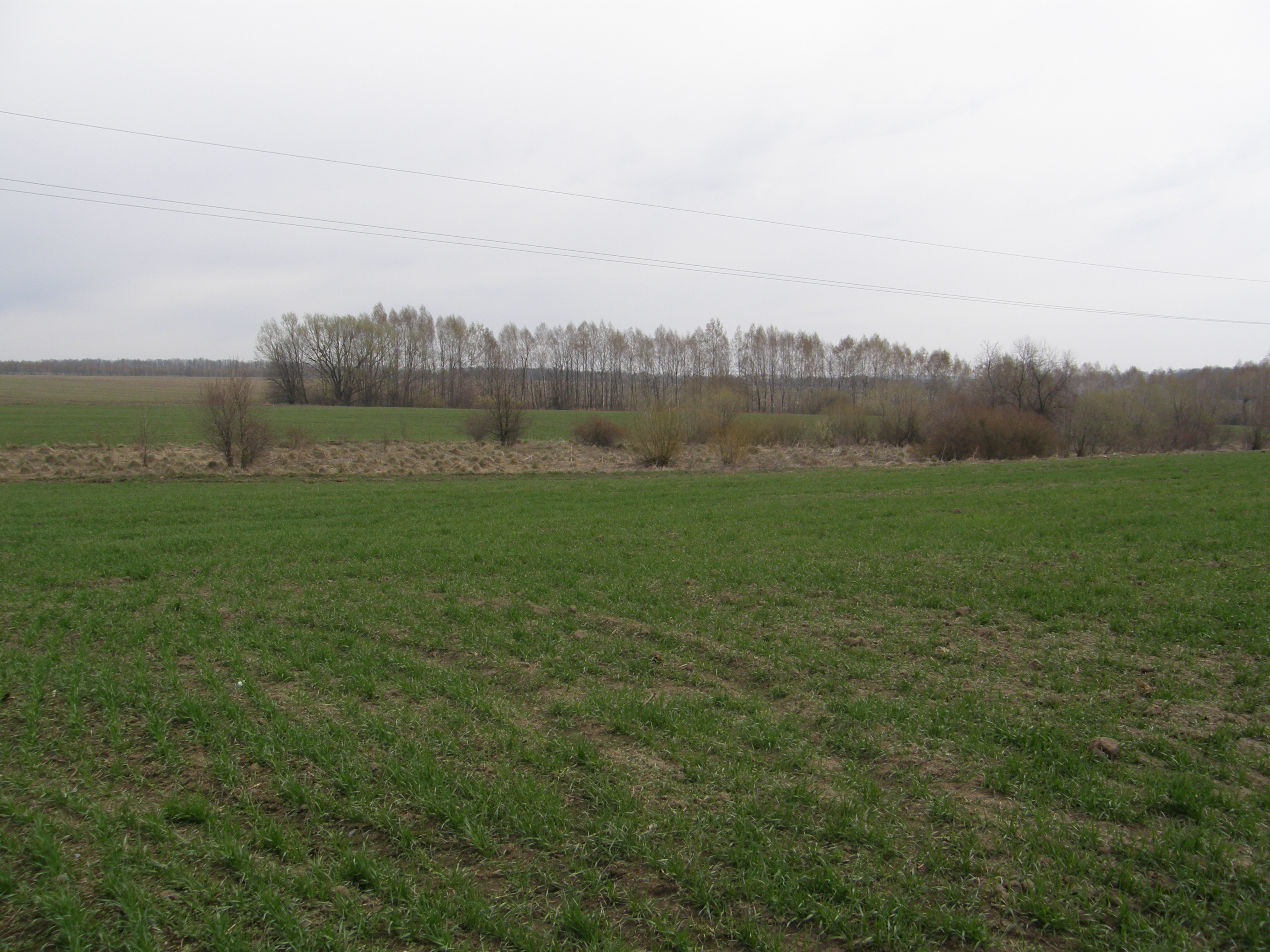
поселення трипільської культури

## Населення

### Мова
Розподіл населення за рідною мовою за даними перепису 2001 року:
| Мова       | Кількість | Відсоток |
| ---------- | --------- | -------- |
| українська | 407       | 99.27%   |
| російська  | 3         | 0.73%    |
| Усього     | 410       | 100%     |